# Dunloy

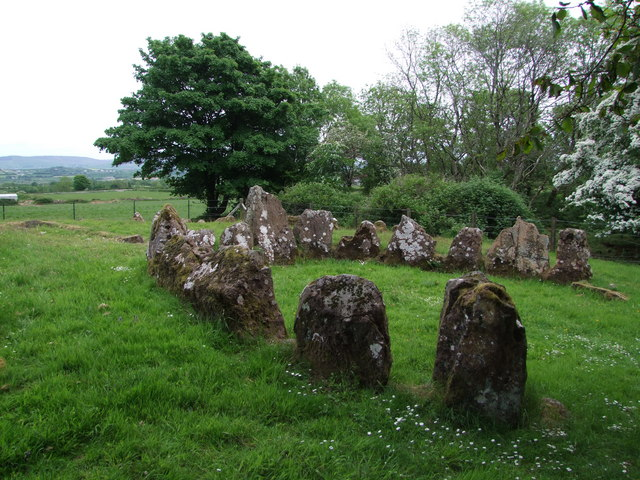
Cirkel (Dooey's Cairn)

Dunloy (Iers: Dún Lathaí) is een plaats in het Noord-Ierse County Antrim. Dunloy telt 1044 inwoners. Van de bevolking is 2,9% protestant en 97,1% katholiek.